# Royal Opera House (Londyn)
Royal Opera House – jeden z najważniejszych (obok English National Opera) gmachów operowych w Londynie, znajdujący się w centralnej części miasta – w dzielnicy Covent Garden. Siedziba Opery Królewskiej (The Royal Opera) i Królewskiego Baletu (The Royal Ballet). Główne wejście znajduje się przy ulicy Bow Street.

## Historia gmachu
Pierwszy budynek teatru, nazwany Covent Garden Theatre, został otwarty 7 grudnia 1732 roku wystawieniem komedii autorstwa Williama Congreve’a (1670–1729) – The Way of the World. Powstał przy placu Covent Garden (ogród klasztorny) biorącym swą nazwę od ogrodu klasztoru benedyktynów westminsterskich. Od 1670 do 1974 roku na placu mieścił się najważniejszy londyński targ kwiatów, owoców i warzyw. Budynek zaprojektował brytyjski architekt Edward Shepherd, który myślał o scenie mówionej, dlatego też teatr nie został otwarty przedstawieniem operowym, lecz erotyczno-satyryczną komedią z życia wyższych sfer zatytułowaną The Way of the World, autorstwa Williama Congreve’a z 1700 roku.
W latach 1734–1737 w teatrze działał zespół Georga Friedricha Händla i wówczas wystawiano głównie opery (obok pantomim i sztuk teatralnych). Sam Händel napisał w tym czasie dla swojego zespołu 7 oper. Jednak konkurencja ze strony włoskiego zespoły Porpory, mającego w swojej trupie m.in. Farinellego, skończyła się bankructwem i chorobą kompozytora. Po tym operowym epizodzie w teatrze wystawiano głównie sztuki teatralne.
W latach 1750–1778 dyrektorem muzycznym teatru był kolejny konkurent Händla – Thomas Augustine Arne.
Pierwszy Covent Garden Theatre spłonął w 1808 roku. Architekt Robert Smirke odbudował teatr w stylu klasycystycznym i w 1826 roku wystawiono Oberona Carla Marii von Webera. W 1847 roku teatr nazwano: „Royal Italian Opera”, którego działalność zainaugurowano inscenizacją Semiramidy Gioacchino Rossiniego. Po kolejnym pożarze w 1856 roku teatr został odbudowany przez Edwarda Middletona Barry’ego w stylu teatru dworskiego. Otwarcie nastąpiło 15 marca 1858 roku wystawieniem opery Hugonoci Meyerbeera. Do 1864 roku w teatrze grały dwa zespoły: „Royal Italian Opera” i „Royal English Opera”.

## Polacy w ROH
Na deskach Opery Królewskiej wielokrotnie występowali polscy artyści, jak: Andrzej Filończyk, Ewa Podleś, Piotr Beczała, Mariusz Kwiecień, Aleksandra Kurzak, Hanna Hipp, Teresa Żylis-Gara.